# Cantón de Alby-sur-Chéran
El cantón de Alby-sur-Chéran (en francés canton d'Alby-sur-Chéran) era una división administrativa francesa que estaba situada en el departamento de Alta Saboya, de la región de Ródano-Alpes.
En aplicación del decreto nº 2014-153 de 13 de febrero de 2014, el cantón de Alby-sur-Chéran fue suprimido el 1 de abril de 2015 y sus 11 comunas pasaron a formar parte del cantón de Rumilly.

## Composición
El cantón estaba formado por once comunas:
- Alby-sur-Chéran
- Allèves
- Chainaz-les-Frasses
- Chapeiry
- Cusy
- Gruffy
- Héry-sur-Alby
- Mûres
- Saint-Félix
- Saint-Sylvestre
- Viuz-la-Chiésaz